# Андраш Берцеш
Андраш Берцеш (мађ. Bérczes András, Bendekovits; Шпицикен, 5. новембар 1909 — Печуј, 30. мај 1977) био је мађарски фудбалер. Учествовао је на фудбалском турниру на Летњим олимпијским играма 1936. године.

## Каријера

### Клуб
Андраш Берцеш је започео спортску каријеру са 14 година као фудбалер ПВСК-а, а од 1929. постао је члан првог тима. Звали су га велики тимови у Будимпешти, попут МТК-а, Ујпешта, Електромоша, али је остао веран свом граду и пријатељима. Иако је играо за ПВСК још пет година након опоравка, никада више није повратио стару форму. До краја живота је био запослен у Мађарској железници из које је отишао у пензију. Радио је и као тренер, на пример у Локомотиви СЦ у Барчу 1947. године.

### Репрезентација
Тридесетих година 20. века изабран је у репрезентацију Југозападне лиге Мађарске, репрезентације Железнице и Мађарске Б репрезентације. Као члан аматерске репрезентације Мађарске учествовао је на Олимпијским играма у Берлину 1936. године. У 63. минуту првог и јединог меча мађарске екипе Берцеш се тешко повредио. Одвезла га је Хитна помоћ и одмах је оперисан. Морао је да пропусти годину дана због тешке повреде.

### Тренер
Радио је и као тренер, на пример у Локомотиви СК у Барчу 1947. године.